# 문은주
문은주(영어: Unjoo Moon, 1964년~)는 오스트레일리아의 영화 감독이다.《아이 엠 우먼》이라는 영화를 만들며 이름을 알렸다.